# Abbaye de la Pierre-qui-Vire (fromage)
L'abbaye de la Pierre-qui-Vire est un fromage français qui tire son nom de l'Abbaye Sainte-Marie de la Pierre-qui-Vire (Yonne), dans le Morvan.

## Caractéristiques
L'abbaye de la Pierre-qui-Vire est un fromage au lait de vache à fromage à pâte molle à croûte lavée, rond de 10 cm de diamètre, de 2,5 cm de hauteur et qui pèse 200 g.